# Namnlösen (Orsa socken, Dalarna)
Namnlösen är en sjö i Orsa kommun i Dalarna och ingår i Dalälvens huvudavrinningsområde.